# Gold (East 17-dal)
A Gold című dal az angol East 17 nevű popcsapat 2. kimásolt kislemeze a Walthamstow című albumról. A dal csak mérsékelt siker volt néhány országban, így előkelő slágerlistás helyezést csak Izraelben és Svédországban ért el.

## Megjelenések
12"  London Records 869 943-1
- A1	Gold (The Dark Bark Mix) - 6:42
- A2	Gold (The Techno Bonio Mix) - 5:20 Remix – Bleep & Booster
- B1	Gold (Paws On The Floor) - 7:02 Remix – Phil Kelsey
- B2	Gold (The Rabid Mix) - 4:46 Remix – The Warlords

## Közreműködő előadók
- Borító – Form
- Háttérének – T. Green*, T. Ackerman*
- Computer – Phil Harding
- Keyboards – Ian Curnow
- Fényképezte – Lawrence Watson
- Producer – Phil Harding & Ian Curnow
- Írta – Anthony Mortimer*

## Slágerlista
| Slágerlista (1992–1993)                     | Legjobb helyezés |
| ------------------------------------------- | ---------------- |
| Ausztrália (ARIA)                           | 101              |
| Európa (Eurochart Hot 100)                  | 36               |
| Finnország (Suomen virallinen lista)        | 3                |
| Izrael (Media Forest)                       | 1                |
| Svédország (Sverigetopplistan)              | 2                |
| Svájc (Schweizer Hitparade)                 | 35               |
| Egyesült Királyság (Official Chart Company) | 28               |